# Burrel
Burrel (em albanês:  Burrel ou Burreli; formas alternativas Burelë, Mat) é uma cidade e município (em albanês:  bashkia) do noroeste da Albânia. É a capital do distrito de Mat, prefeitura de Dibër. Está situada a 91 km da capital, Tirana.
Sua economia girava em torno da mineração, agora desativada. Uma fábrica de ferro-cromo ainda funciona próximo à cidade.
Durante o conflito no Kosovo havia um campo de refugiados próximo a Burrel para 2000 pessoas.
Durante o regime comunista albanês, funcionava na cidade um presídio considerado dos piores, onde criminosos comuns se misturavam a presos políticos. Estes últimos, quando condenados por conspiração ou por propaganda anti-comunista recebiam sentenças de pelo menos 20 anos de prisão. Após a queda do regime, o novo governo transformou-o em presídio-museu. Entretanto, em 1997, Sali Berisha reativou a antiga função prisional.